# Estil telegrama

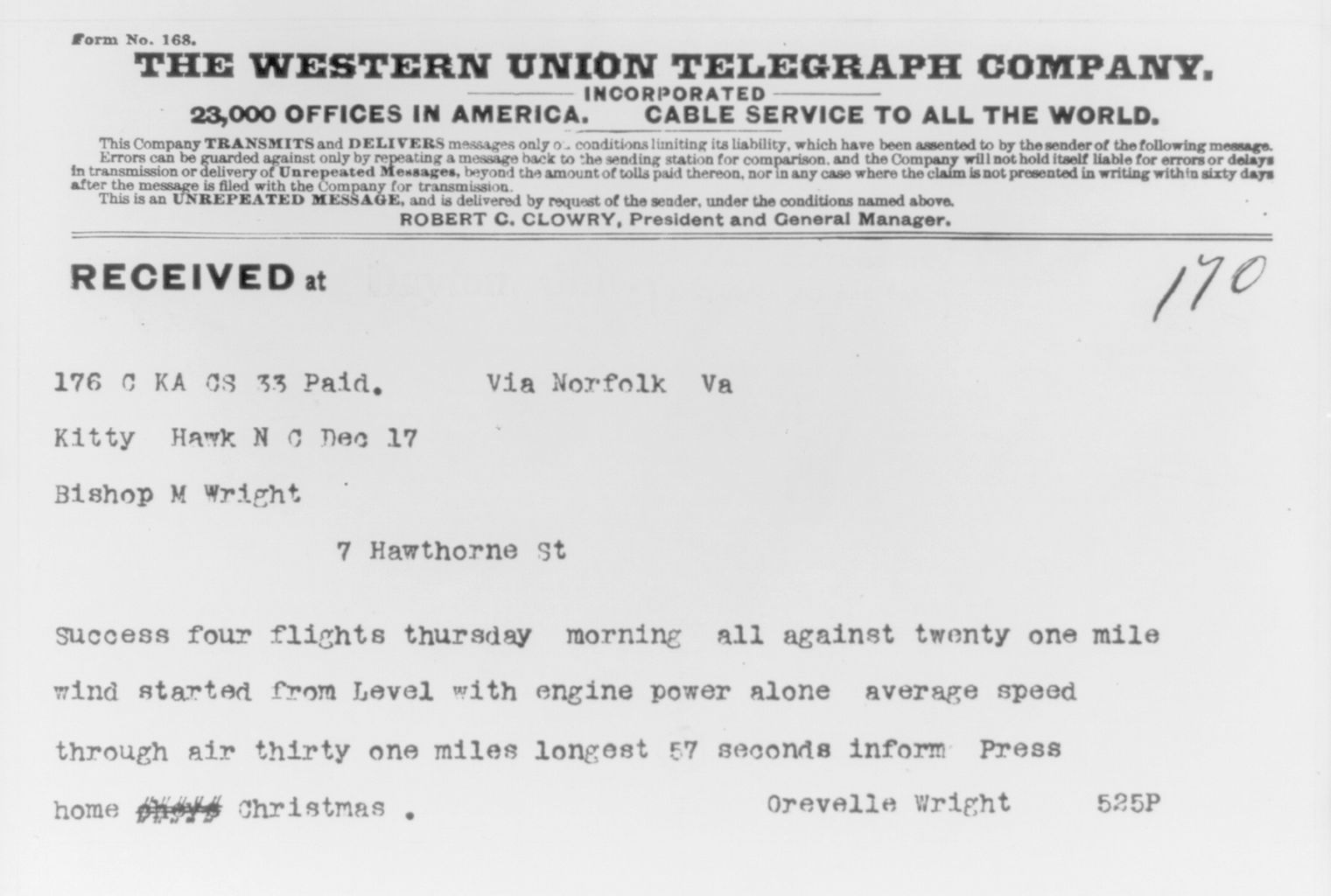
Aquest telegrama va ser enviat per Orville Wright el desembre de 1903 des de Kitty Hawk, Carolina del Nord, després del primer vol d'avió amb èxit.

L'estil telegrama,o l'estil telegràfic és una manera d'escriure retallada que abreuja paraules i empaqueta informació en el menor nombre possible de paraules o caràcters. Es va originar a l'era del telègraf quan la telecomunicació consistia només en missatges curts transmesos a mà a través del cable telegràfic. Telegrama d'Orville Wright del 17 de desembre de 1903 sobre el primer vol motoritzat.
Èxit quatre vols dijous al matí, tot contra vint-i-una milles, el vent va començar des de nivell amb només la potència del motor velocitat mitjana a través de l'aire trenta-una milles més llargs 57 segons informa Premsa casa Nadal. Orevelle Wright

## Antecedents
Abans de l'era del telègraf, els enviaments militars des de l'estranger es feien mitjançant cartes transportades per vaixells de vela ràpida. La claredat i la concisió sovint es consideraven importants en aquesta correspondència.
Una història apòcrifa sobre la correspondència més breu de la història fa que un escriptor (identificat diverses vegades com a Victor Hugo o Oscar Wilde) preguntava sobre les vendes del seu nou llibre enviant el missatge "?" al seu editor, i rebent "!" en resposta.

## Expressions telegràfiques codificades
A través de la història de la telegrafia, es van desenvolupar molts diccionaris de telègraf, codis o xifrats, cadascun servint per minimitzar el nombre de caràcters o paraules que calia transmetre per transmetre un missatge; els impulsors d'aquesta economia van ser, per als operadors de telègraf, el cost dels recursos i l'ample de banda limitat del sistema; i per al consumidor, el cost d'enviar missatges.
El terme relacionat cablegrama descriu l'estil dels missatges de premsa enviats sense codificar però en un estil molt condensat per cables de comunicacions submarins. Al Servei Exterior dels EUA, cablese es referia a la missatgeria telegràfica condensada que feia un gran ús d'abreviatures i evitava l'ús d'articles definits o indefinits, puntuació i altres paraules innecessàries per a la comprensió del missatge.
Exemples d'expressions codificades telegràfiques, extretes de The Adams Cable Codex, desena edició, 1896 són:
- Emolument —Creu que és millor que no espereu
- Emotion —Creu que valdrà més esperar fins que...
- Emotional - Creus que val més esperar i navegar -
- Empaled – Penseu bé en el partit esmentat
- Empanel – Aquest és un tema de gran importància.

Mentre que exemples de l' ABC Universal Commercial Electric Telegraphic Code de 1874 inclouen:
- Nalezing -Fes només allò que és absolutament necessari
- Nalime – Només farà el que sigui absolutament necessari
- Nallary – No és absolutament necessari, però seria un avantatge
- Naloopen – No és absolutament necessari, però val la pena la despesa

## Influència
En japonès, els telegrames s'imprimeixen amb l'escriptura katakana, un dels pocs casos en què aquest script s'utilitza per a frases senceres.
D'alguna manera, l'"estil de telegrama" va ser el precursor de les abreviatures d'idiomes moderns emprades en els "texts" o l'ús de serveis estàndard de missatges curts (SMS) com Twitter. Per als telegrames, l'espai era limitat —econòmicament parlant— i s'utilitzaven les abreviatures com a necessitat. Aquesta motivació es va reviure per comprimir informació al límit de 160 caràcters d'un SMS costós abans de l'arribada de les capacitats de missatges múltiples. Les limitacions de longitud, i el handicap inicial d'haver d'introduir cada lletra individual amb múltiples pressions de tecles en un teclat numèric, van impulsar la readopció de l'estil telegràfic i els límits d'espai continus i el cost elevat per missatge van fer que la pràctica persistís durant un temps després de la introducció -en l'assistència de text predictiu malgrat que després necessitava més esforç per escriure (i llegir).

## Longitud del telegrama
Les companyies de telègraf cobraven el seu servei pel nombre de paraules d'un missatge, amb un màxim de 15 caràcters per paraula per a un telegrama en llenguatge senzill, i 10 per paraula per a un escrit en codi. L'estil s'ha desenvolupat per minimitzar els costos però encara transmet el missatge de manera clara i sense ambigüitats.
La longitud mitjana d'un telegrama als anys 1900 als EUA era d'11,93 paraules; més de la meitat dels missatges eren de 10 paraules o menys.
Segons un altre estudi, la longitud mitjana dels telegrames enviats al Regne Unit abans de 1950 era de 14,6 paraules o 78,8 caràcters.
Per als telegrames alemanys, la longitud mitjana és d'11,5 paraules o 72,4 caràcters. A finals del segle xix, la longitud mitjana d'un telegrama alemany es calculava en 14,2 paraules.

## Galeria

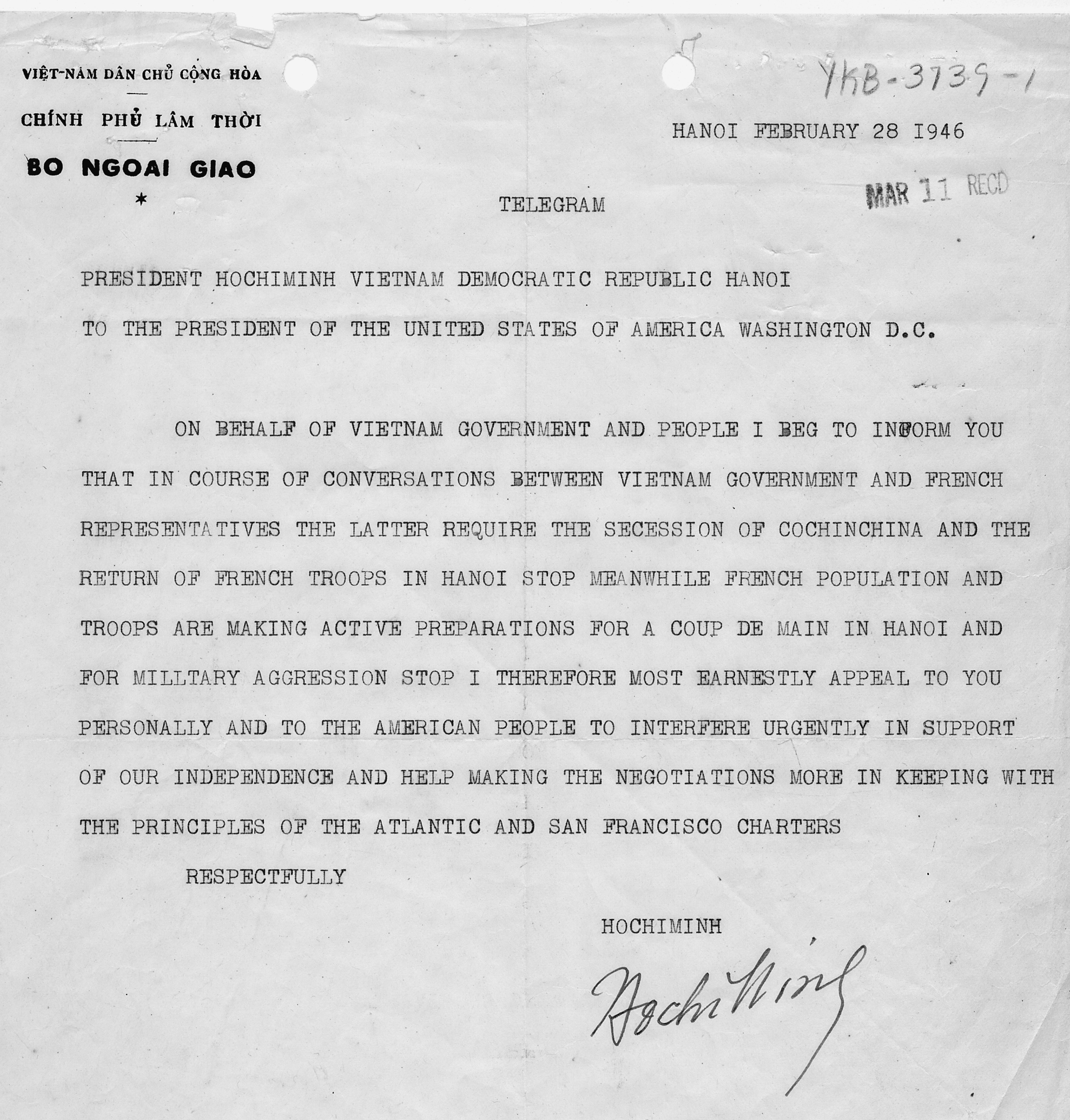
President Ho Chi Minh to President Truman, 1946.
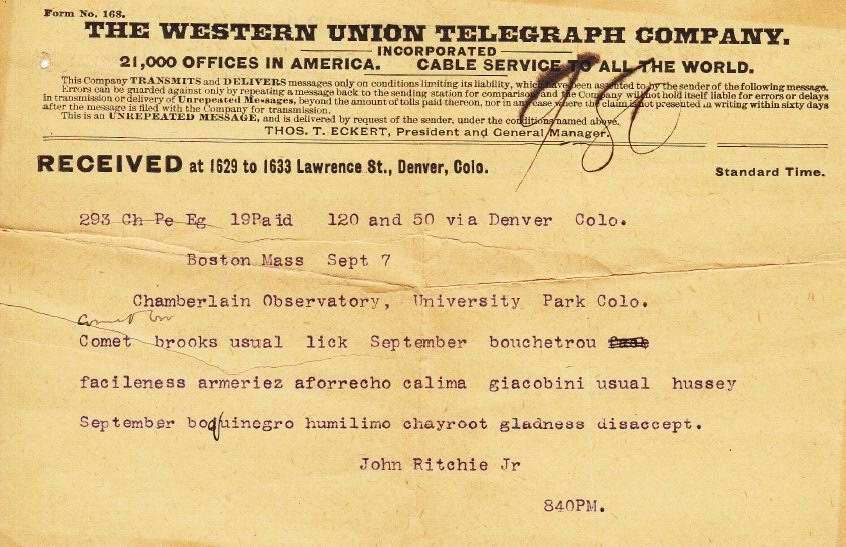
A telegram from 7 September 1896 to report positions of two comets was encoded for data integrity.